# Henri Heyndels
Henri Joseph Heyndels (Vilvoorde, 1 september 1910 – Anderlecht, 7 januari 1983) was een Belgisch volksvertegenwoordiger.

## Levensloop
Henri (Rik) Heyndels was een zoon van senator Isidore Heyndels, die in 1941 werd gearresteerd en vanuit het Fort van Breendonk naar Mauthausen en vervolgens naar Dachau gevoerd, waar hij op 23 december 1942 omkwam. Henri werd op 29 juli 1942 eveneens gearresteerd en naar Duitsland gedeporteerd. Hij overleefde de concentratiekampen en hernam zijn activiteiten binnen de Belgische communistische partij.
Op 19 mei 1949 verving hij de overleden Albert Marteaux als volksvertegenwoordiger voor het arrondissement Brussel. Hij was pas tweede opvolger, maar de eerste opvolger weigerde het ambt, waardoor Heyndels in het parlement een bijzonder kort mandaat vervulde. Hij werd niet herkozen in de wetgevende verkiezingen van 26 juni 1949, wat het einde betekende van zijn mandaat.
Beroepshalve was Heyndels industrieel tekenaar. Hij was getrouwd met Hélène Smeets, met wie hij een dochter had, Claire Heyndels. Later had hij een relatie met Suzanne Gregoire, na haar scheiding van N. Cloes.

## Voetnoten
1. ↑  Inventaris van het archief van de Gerechtelijke politie bij het parket van de procureur des Konings van Brussel, 1921-1976 (pdf) 97. arch.be. Gearchiveerd op 27 juli 2023 – via Rijksarchief.
2. ↑  (fr) Gotovitch, José (13 januari 2020). GRÉGOIRE Suzanne, Nelly, Barbe, épouse CLOES. Pseudonymes : Jeanine Mour à Moscou, Vincent en Belgique sous l’Occupation allemande.. Le Maitron (Maitron/Editions de l'Atelier: Paris).  Gearchiveerd van origineel op 20 april 2023.